# Krasnopillea, Mahdalînivka
Krasnopillea (în ucraineană Краснопілля) este un sat în comuna Zaplavka din raionul Mahdalînivka, regiunea Dnipropetrovsk, Ucraina.

## Demografie
Componența lingvistică a localității Krasnopillea
     Ucraineană (96,72%)
     Rusă (3,28%)
Conform recensământului din 2001, majoritatea populației localității Krasnopillea era vorbitoare de ucraineană (96,72%), existând în minoritate și vorbitori de rusă (3,28%).